# West Plains (Misuri)
West Plains es una ciudad ubicada en el condado de Howell en el estado estadounidense de Misuri. En el Censo de 2010 tenía una población de 11986 habitantes y una densidad poblacional de 347,1 personas por km².

## Geografía
West Plains se encuentra ubicada en las coordenadas 36°44′15″N 91°52′5″O / 36.73750, -91.86806. Según la Oficina del Censo de los Estados Unidos, West Plains tiene una superficie total de 34.53 km², de la cual 34.48 km² corresponden a tierra firme y (0.16%) 0.05 km² es agua.

## Demografía
Según el censo de 2010, había 11986 personas residiendo en West Plains, contando con una densidad de población de 347,1 hab./km². De los 11986 habitantes, West Plains estaba compuesto por el 95.04% blancos, el 0.84% eran afroamericanos, el 0.63% eran amerindios, el 0.85% eran asiáticos, el 0.05% eran isleños del Pacífico, el 0.76% eran de otras razas y el 1.83% pertenecían a dos o más razas. Del total de la población el 2.21% eran hispanos o latinos de cualquier raza.